# Eom Ji-sung
Eom Ji-sung (en coreano: 엄지성; Gimje, Jeolla del Norte, 3 de noviembre de 2001) es un futbolista surcoreano que juega en la demarcación de delantero para el Swansea City A. F. C. de la EFL Championship.

## Selección nacional
Tras jugar con la selección de fútbol sub-17 de Corea del Sur y la sub-23, finalmente el 20 de noviembre de 2022 hizo su debut con la selección absoluta en un encuentro contra Islandia que finalizó con un resultado de 1-5 a favor del combinado surcoreano tras el gol de Sveinn Aron Guðjohnsen para Islandia, y de Kim Jin-gyu, Paik Seung-ho, Cho Gue-sung, Kwon Chang-hoon y del propio Eom Ji-sung para Corea del Sur.

### Goles internacionales
| # | Fecha               | Lugar                                          | Oponente | Gol | Resultado | Competición |
| - | ------------------- | ---------------------------------------------- | -------- | --- | --------- | ----------- |
| 1 | 15 de enero de 2022 | Complejo Deportivo de Mardan, Antalya, Turquía | Islandia | 5-1 | 5-1       | Amistoso    |

## Clubes
| Club                  | País          | Año       | Partidos | Goles |
| --------------------- | ------------- | --------- | -------- | ----- |
| Gwangju F. C.         | Corea del Sur | 2021-2024 | 108      | 20    |
| Swansea City A. F. C. | Gales         | 2024-     | 40       | 3     |

## Palmarés

### Títulos internacionales
| Título                       | Equipo (*)           | Sede           | Año  |
| ---------------------------- | -------------------- | -------------- | ---- |
| Campeonato de la WAFF Sub-23 | Corea del Sur sub-23 | Arabia Saudita | 2024 |

(*) Incluyendo la selección